# Ігл-Лейк (Мен)
Ігл-Лейк (англ. Eagle Lake) — місто (англ. town) в США, в окрузі Арустук штату Мен. Населення — 772 особи (2020).

## Демографія
Згідно з переписом 2010 року, у місті мешкали 864 особи в 378 домогосподарствах у складі 221 родини. Було 667 помешкань
Расовий склад населення:
| - 97,2 % — білих - 1,3 % — корінних американців - 0,1 % — вихідців з тихоокеанських островів |

До двох чи більше рас належало 1,3 %. Частка іспаномовних становила 0,7 % від усіх жителів.
За віковим діапазоном населення розподілялося таким чином: 15,6 % — особи молодші 18 років, 55,9 % — особи у віці 18—64 років, 28,5 % — особи у віці 65 років та старші. Медіана віку мешканця становила 52,7 року. На 100 осіб жіночої статі у місті припадало 99,5 чоловіків;  на 100 жінок у віці від 18 років та старших — 99,2 чоловіків також старших 18 років.
Середній дохід на одне домашнє господарство  становив 49 782 долари США (медіана — 36 563), а середній дохід на одну сім'ю — 65 957 доларів (медіана — 45 357). Медіана доходів становила 45 536 доларів для чоловіків та 34 500 доларів для жінок. За межею бідності перебувало 22,5 % осіб, у тому числі 20,4 % дітей у віці до 18 років та 18,2 % осіб у віці 65 років та старших.
Цивільне працевлаштоване населення становило 222 особи. Основні галузі зайнятості: освіта, охорона здоров'я та соціальна допомога — 51,4 %, виробництво — 9,9 %, будівництво — 8,1 %, мистецтво, розваги та відпочинок — 7,2 %.